# 2022년 3월 죽음
다음은 2022년 3월에 사망한 저명한 인물 목록이다.
- 3월 1일
  - 대한민국의 화가 김병기
  - 미국의 영화배우 콘래드 제니스
- 3월 2일
  - 미국의 영화감독 앨런 래드 주니어
  - 미국의 영화배우 자니 브라운
  - 러시아의 장군 안드레이 수호베츠키
- 3월 3일
  - 일본의 소설가 니시무라 교타로
  - 미국의 영화배우 팀 콘시딘
- 3월 4일
  - 미국의 영화배우 미첼 라이언
  - 대한민국의 농구선수 선가희
  - 오스트레일리아의 크리켓선수 셰인 원
- 3월 6일
  - 대한민국의 공무원 오영호
  - 우크라이나의 영화배우 파울로 리
- 3월 8일
  - 대한민국의 정치인 김충수
  - 일본의 재즈연주자 스즈키 이사오
- 3월 10일
  - 대한민국의 정치인 윤형상
  - 태국의 영화배우 소라풍 찻리
- 3월 11일
  - 세르비아의 축구선수 네보이샤 부치체비치
  - 잠비아의 제4대 대통령 루피아 반다
- 3월 12일 - 이스라엘의 사격선수 헨리 헤르스코비치
- 3월 13일 - 미국의 영화배우 윌리엄 허트
- 3월 14일
  - 미국의 육상선수 찰스 그린
  - 일본의 영화배우 타카라다 아키라
- 3월 15일 - 미국의 태양물리학자 유진 파커
- 3월 16일
  - 대한민국의 정치인 홍성우
  - 미국의 야구선수 랠프 테리
  - 에스토니아의 영화배우 헬레네 반나리
- 3월 17일
  - 오스트리아의 건축가 크리스토퍼 알렉산더
  - 우크라이나의 영화배우 옥사나 슈베츠
- 3월 18일 - 미국의 정치인 돈 영
- 3월 19일 - 오스트레일리아의 영화배우 앨런 홉굿
- 3월 21일 - 캐나다의 영화배우 로런스 데인
- 3월 23일
  - 대한민국의 가수 오기택
  - 미국의 정치인 매들린 올브라이트
- 3월 25일
  - 대한민국의 프로듀서 윤흥식
  - 대한민국의 국어학자 박용수
  - 미국의 음악가 테일러 호킨스
- 3월 26일
  - 대한민국의 헌법학자 김철수
  - 대한민국의 음악가 방준석
- 3월 27일
  - 아르헨티나의 영화배우 엔리케 핀티
  - 아제르바이잔의 제1대 대통령 아야즈 뮈탤리보프
- 3월 28일
  - 대한민국의 물리학자 최덕인
  - 미국의 영화배우 배리 영펠로우
- 3월 29일 - 미국의 영화배우 폴 허만
- 3월 30일 - 대한민국의 정치인 황교선